# Ponte de D. António Francisco dos Santos
A ponte de D. António Francisco é uma proposta para uma ponte rodoviária sobre o rio Douro entre as cidades do Porto e  Vila Nova de Gaia. A intenção de construir a ponte foi originalmente anunciada ao público em 12 de fevereiro de 2018, mas em 2023 a sua construção está em dúvida. 
A construção, inicialmente orçamentada em 12 de milhões de euros, seria financiada integralmente pelos municípios do Porto e Vila Nova de Gaia. O plano previa a construção de um tabuleiro à cota baixa entre a montante da ponte ferroviária de S. João e a jusante da Ponte do Freixo, unindo Oliveira do Douro, no lado de Gaia, a Campanhã, no lado do Porto.
Após a conclusão da nova ponte, estava previsto o encerramento do trânsito automóvel no tabuleiro inferior da Ponte Luís I.[carece de fontes?]
A ponte foi batizada em homenagem ao bispo do Porto António Francisco dos Santos.
Em 2019, a Administração dos Portos do Douro, Leixões e Viana do Castelo exigiu que a nova ponte sobre o Douro não pode ser construída abaixo da cota do tabuleiro inferior da Ponte D. Luís.[carece de fontes?]
Assim “não deverão ser admitidos projetos ou intervenções que reduzam o ‘Charted Vertical Clearence’ [altura disponível acima do plano da água] já existente no caso concreto da Ponte D. Luís”, que é de 9,40 metros para uma altura de maré de 4,40 metros, na situação de preia-mar de águas vivas.[carece de fontes?]
Em 2019 está a ser estudada a relocalização e o redimensionamento da nova travessia, na sequência dos “entraves” colocados pela Agência Portuguesa do Ambiente quanto à sua localização inicial, no sentido de encontrar uma solução de compromisso.[carece de fontes?]
A Câmara do Porto inscreveu um total de 13,1 milhões de euros para a futura ponte, mais do dobro do inicialmente previsto, a distribuir pelos anos de 2020, 2021 e 2022.
Em 2020, o orçamento da obra está 29 milhões de euros. Acessos à infraestrutura ficam mais caros do que construir a própria travessia.[carece de fontes?]
Em Maio de 2021, foi anunciado que a ponte custa 36,9 milhões de euros, incluindo acessos, e fica pronta em 2025.[carece de fontes?]
A ponte tem uma extensão total de 625 metros, 300 dos quais sobre o rio, e um perfil transversal do tabuleiro de 21,50 metros.[carece de fontes?]
A parte da ponte sobre o rio custará mais de 16,8 milhões de euros. Somam-se os valores para construção do tabuleiro já em área seca e as infraestruturas rodoviárias de acessos, num total de 36,89 milhões de euros.[carece de fontes?]
A Vila Nova de Gaia caberá pagar cerca de 21 milhões de euros, o que inclui 50% do valor do tabuleiro sobre o rio, ligações rodoviárias e construção em área seca. Ao Porto, caberá pagar o mesmo valor relativo ao tabuleiro, ou seja cerca de 8,4 milhões, e seis milhões em acessos.[carece de fontes?]
Quanto a localizações, a norte tem como ligação à Avenida Paiva Couceiro, enquanto a sul, em Gaia, a ligação da ponte será feita à rotunda Gil Eanes.[carece de fontes?]
Será necessária a construção, no lado do Porto, de um viaduto e de uma rotunda elevada, e do lado de Gaia, de uma nova rotunda e a vias de ligação a outra já existente.[carece de fontes?]
A nova travessia servirá para tráfego automóvel, transportes coletivos e meios suaves, pelo que é sugerida a instalação de uma via ciclável bidirecional e passeios nos dois lados.
Em dezembro de 2021, ficou concluída a fase de qualificação do concurso da empreitada de conceção e construção da ponte. Foram admitidos sete candidatos no concurso: a empresa Puentes y Calzadas Infraestructuras S.L.U., o consórcio de Alexandre Barbosa Borges, S.A. e Construgomes Engenharia, S.A., o consórcio Mota-Engil, Engenharia e Construção, S.A. e Omatapalo — Engenharia e Construção, S.A., o consórcio Afavias — Engenharia e Construções, S.A., Casais — Engenharia e Construções, S.A. e Teixeira Duarte — Engenharia e Construções, S.A., o consórcio Ramalho Rosa Cobertar, Sociedade de Construções, S.A. e FCC Construcción, S.A., o consórcio Alberto Couto Alves, S.A., Alves Ribeiro, S.A. e Betar Consultores, Lda., e a empresa Conduril — Engenharia, S.A..
Para a apresentação de propostas os candidatos terão um prazo de sete meses, e devem incluir na mesma um estudo prévio da solução que se propõem a executar. Terminada esta fase do concurso, que culmina com a adjudicação da proposta ao concorrente vencedor, será dado início à fase de execução contratual, nomeadamente, a execução de estudos e projetos durante os primeiros 12 meses e a execução da empreitada nos 24 meses seguintes. Ao que depois acrescem ainda dois meses para a realização de ensaios, estando prevista a conclusão da obra para o primeiro semestre de 2026..
Em final de 2022, foi anunciado que em vez de duas novas pontes, a solução que está a ser negociada entre a Câmara do Porto, Câmara de Gaia e a Infraestruturas de Portugal (IP) passa por “apenas uma ponte com dois tabuleiros: um para o comboio de alta velocidade e outro rodoviário”.
A 24 de fevereiro de 2023, o presidente da Câmara de Vila Nova de Gaia, Eduardo Vítor Rodrigues, disse que o Estado financiará “integralmente” a nova ponte rodoferroviária sobre o rio Douro, indicando que o concurso para a travessia “está em vias de cair”.[carece de fontes?]
Em junho de 2023, o presidente da Câmara de Gaia afirmou que a ponte terá de ficar pronta até "finais de 2028".